# Fernand Malé
Pour les articles homonymes, voir Malé.
Fernand Malé, né le 20 septembre 1899 à Sidi Bel Abbès (Algérie) et mort le 21 février 1961 à Mascara (Algérie), est un homme politique français.

## Biographie
Il est le maire de Mascara.
Il présente une liste lors des législatives de 1958, mais il n'est pas élu.
Il se présente lors des sénatoriales de 1959 et est élu sénateur.
Fernand Malé meurt le 21 février 1961 à l'âge de 61 ans,.